# Municipio de Colerain (condado de Ross)
El municipio de Colerain (en inglés: Colerain Township) es un municipio ubicado en el condado de Ross en el estado estadounidense de Ohio. En el año 2010 tenía una población de 2148 habitantes y una densidad poblacional de 23,43 personas por km².

## Geografía
El municipio de Colerain se encuentra ubicado en las coordenadas 39°25′30″N 82°48′00″O / 39.42500, -82.80000. Según la Oficina del Censo de los Estados Unidos, el municipio tiene una superficie total de 91.67 km², de la cual 91,6 km² corresponden a tierra firme y (0,08 %) 0,07 km² es agua.

## Demografía
Según el censo de 2010, había 2148 personas residiendo en el municipio de Colerain. La densidad de población era de 23,43 hab./km². De los 2148 habitantes, el municipio de Colerain estaba compuesto por el 97,86 % blancos, el 0,51 % eran afroamericanos, el 0,28 % eran amerindios, el 0,14 % eran asiáticos, el 0,28 % eran de otras razas y el 0,93 % eran de una mezcla de razas. Del total de la población el 0,93 % eran hispanos o latinos de cualquier raza.